# Комфорт, Александр
Александр Комфорт (англ. Alexander Comfort, 10 февраля 1920, Лондон — 26 марта 2000, Оксфорд) — английский писатель, врач, психолог, пацифист и анархист.

## Жизнь и творчество
Александр Комфорт родился в семье морского офицера и учительницы. Был одним из основателей общественного движения за мир и разоружение. Высшее образование получил в Тринити-колледже Кембриджского университета, затем практиковался в психиатрии при Доме психологии Оредонского королевского госпиталя, слушал лекции по психиатрии в медицинском колледже при этом госпитале. В период между двумя мировыми войнами был активным участником пацифистского движения, в годы Второй мировой войны как пацифист отказался служить в армии. После окончания войн, в 1946 году в свет выходит его крупнейшая работа по теории анархизма — Peace and Disobedience (1946). Уже в 1950-е годы А.Комфорт был одним из крупнейших борцов в Великобритании за ядерное разоружение. В 1970 году А.Комфорт переезжает в США, и в 1974—1983 годах преподаёт там психиатрическом институте при Стэнфордском университете. В 1985 он уходит на пенсию и возвращается в Англию.
За свою жизнь А.Комфорт написал и опубликовал более 50 книг, в том числе романы, сборники стихотворений, научные работы. Всемирно известно его сочинение The Joy of Sex (Радость секса. Книга о премудростях любви), вышедшее в 1972 году и вызывавшее широкую дискуссию. Став бестселлером и переведённая на 20 языков, The Joy of Sex была продолжена автором в More Joy of Sex (1974) и New Joy of Sex (1991).

## Сочинения (избранное)
- Art And Social Responsibility (1946)
- Barbarism And Sexual Freedom (1948)
- Authority And Delinquency In The Modern State. (1950) London: Routledge & Kegan Paul. Paperback: Authority and Delinquency: A Study in the Psychology of Power (1970) Sphere Books.
- Sexual Behaviour In Society (1950)
- Sex in Society (1963) London: Duckworth. Der aufgeklärte Eros: Plädoyer für eine menschenfreundliche Sexualmoral (1968) Reinbek: Rororo (zuerst München: Szczesny 1964).
- Nature and Human Nature (1966) London: Weidenfeld and Nicolson. Natur und menschliche Natur: Die Selbstbefreiung des Menschen aus den Zwängen der Instinkte (1970) Reinbek: Rowohlt.
- Радость секса. Книга о премудростях любви (1972)
- Writings Against Power and Death (1994)